# 1194. п. н. е.

## Догађаји
- Почетак легендарног Тројанског рата